# Kalhangerga, Gulbarga
Kalhangerga là một làng thuộc tehsil Gulbarga, huyện Gulbarga, bang Karnataka, Ấn Độ.